# Bellevue (Míchigan)
Bellevue es una villa ubicada en el condado de Eaton en el estado estadounidense de Míchigan. En el Censo de 2010 tenía una población de 1282 habitantes y una densidad poblacional de 453,28 personas por km².

## Geografía
Bellevue se encuentra ubicada en las coordenadas 42°26′40″N 85°1′7″O / 42.44444, -85.01861. Según la Oficina del Censo de los Estados Unidos, Bellevue tiene una superficie total de 2.83 km², de la cual 2.63 km² corresponden a tierra firme y (6.96%) 0.2 km² es agua.

## Demografía
Según el censo de 2010, había 1282 personas residiendo en Bellevue. La densidad de población era de 453,28 hab./km². De los 1282 habitantes, Bellevue estaba compuesto por el 96.18% blancos, el 0.62% eran afroamericanos, el 0.23% eran amerindios, el 0.16% eran asiáticos, el 0% eran isleños del Pacífico, el 0.62% eran de otras razas y el 2.18% pertenecían a dos o más razas. Del total de la población el 1.72% eran hispanos o latinos de cualquier raza.